# Пиренейская рысь

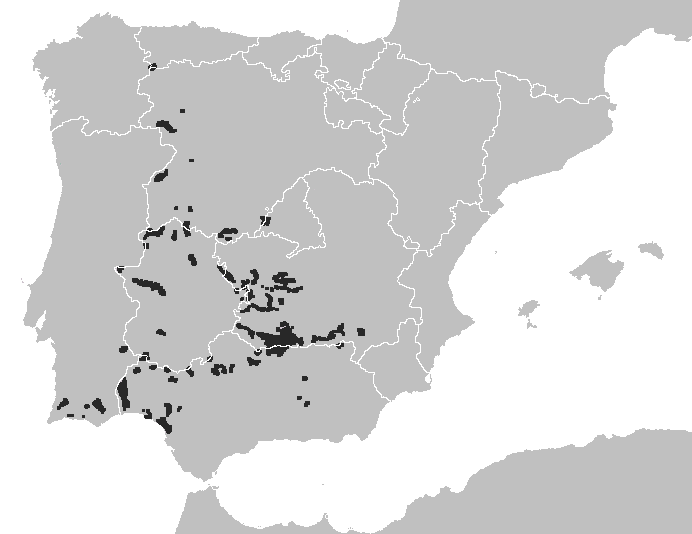
Ареал в 1980 году

Пиренейская рысь, или испанская рысь, или сардинийская рысь, или иберийская рысь (Lynx pardinus) — вид класса млекопитающих отряда хищных семейства кошачьих. Ранее часто считалась подвидом обыкновенной рыси. На сегодня доказано, что это два разных вида, эволюционировавших независимо друг от друга в эпоху плейстоцена. Отличается от последней более светлым окрасом и резко выраженными пятнами, придающими её окрасу сходство с окрасом леопарда. Зимой мех тускнеет и становится тоньше. Она в два раза меньше обыкновенной рыси и потому охотится в основном на мелкую дичь — зайцев и кроликов, только изредка нападая на детёнышей оленей.

## Ареал
Водится пиренейская рысь на юго-западе Испании (большая часть — в Национальном парке Кото Доньяна), хотя изначально она была широко распространена на территории Испании и Португалии. Сейчас её ареал ограничен гористой местностью.
Иберийская рысь предпочитает гетерогенную среду открытого пастбища, смешанного с густыми кустарниками, такими как земляничное дерево, мастика и можжевельник, а также с деревьями, такими как каменный и пробковый дубы.
Ранее иберийская рысь проживала также на Пиренейском полуострове и на юге Франции. В 1950-х годах её северный ареал простирался от Средиземного моря до Галисии и некоторых частей северной Португалии, а южный — от центральной до южной Испании. Численность популяции сократилась с 15 субпопуляций в 1940-х годах до всего двух субпопуляций в начале 1990-х годов.
До 1973 года иберийская рысь обитала также в прибрежных равнинах Сьерра-де-Гата, Монтес-де-Толедо, восточной части Сьерра-Морена, Сьерра-де-Релумбрар и Доньяна. К началу 2000-х она исчезла на 80 % этих территорий. В настоящее время иберийскую рысь можно встретить лишь в нескольких районах на юге Испании и в прибрежных равнинах Сьерра-Морена и Доньяна.

## Внешний вид
Иберийская рысь имеет пятнистый и короткий мех от жёлтого до желтовато-коричневого цвета, короткое тело, длинные ноги, короткий хвост. У неё небольшая голова с ворсистыми ушами и выраженные усы. Высота в холке составляет 45—70 см, длина рыси 75—100 см (29,4 — 32,3 дюйма), включая короткий хвост (12—30 см), вес 13—15 кг (15 — 35 фунтов).
Самцы имеют больший размер и вес, чем самки, у которых длина головы до тела составляет приблизительно от 68,2 до 77,5 см (от 26,9 до 30,5 дюймов), и они могут весить от 9,2 до 10 кг (от 20 до 22 фунтов).
Точечный рисунок меха варьируется от равномерно и плотно распределенных небольших пятен до более удлиненных пятен, расположенных по линиям, которые уменьшаются в размерах от спины к бокам.

## Размножение
В дикой природе и самцы, и самки достигают половой зрелости в возрасте одного года. Однако на практике так быстро они размножаются редко, ожидая, пока территория не станет вакантной. Одна из наблюдаемых самок не размножалась до пяти лет, пока не умерла её мать. В брачный период самка покидает свою территорию в поисках самца. Период её беременности обычно составляет около двух месяцев; чаще всего котята рождаются в период с марта по сентябрь, а основной пик их рождений приходится на март и апрель.
Помет состоит, как правило, из двух или трех (редко одного, четырёх или пяти) котят весом от 200 до 250 грамм (7,1 и 8,8 унции). Котята становятся независимыми от матери в возрасте от 7 до 10 месяцев, но остаются с ней примерно до 20 месяцев. Выживание молодняка иберийской рыси в значительной степени зависит от наличия добычи.
Братья и сестры начинают проявлять агрессию друг к другу между 30 и 60 днями, достигая своего максимума примерно в 45 дней, когда котенок зачастую убивает своего брата или сестру в жестокой схватке. Неизвестно, почему происходят эти эпизоды агрессии, в данный момент на этот счет есть две теории. Считается, что это связано с изменением гормонов, когда котенок переключается с молока матери на мясо, либо же эпизоды агрессии связаны с иерархией и выживанием наиболее приспособленных.
Максимальная продолжительность жизни в дикой природе составляет 13 лет.
Первый случай размножения пиренейской рыси в неволе имел место 29 марта 2005 года. В тот день родилось три котёнка. В мае один из котят погиб во время агрессивных взаимодействий с братом. В 2006 году в неволе родилось уже 4 котёнка.

## Охрана
Пиренейская рысь — один из самых редких видов млекопитающих. По оценке на 2005 год её популяция составляет всего 100 особей. Для сравнения: в начале XX века их насчитывалось около 100 тыс., к 1960 году — уже 3 тыс., к 2000 году — всего 400. Внесена в Приложение I CITES (Конвенция по международной торговле вымирающими видами дикой фауны и флоры), а также в списки Всемирного союза охраны природы (IUCN), в категорию I (животные, подвергающиеся угрозе исчезновения).
Согласно прогнозу некоторых ученых пиренейская рысь может вымереть уже через 50 лет. Выводы исследователей опубликованы в журнале Nature Climate Change. Причина неминуемой гибели рыси — сокращение популяции дикого кролика, составляющего 80-99 % её рациона. Дикий кролик, в свою очередь, вымирает из-за чрезмерного промысла, миксоматоза (завезённого в 1952 году из Иберии во Францию), и геморрагической лихорадки (завезена в 1980-х), а также из-за сокращения естественной среды обитания, которое обусловлено изменением климата.
К июню 2024 года, благодаря предпринятым мерам по сохранению иберийских рысей, их общая популяция, включая как половозрелых, так и молодняк, превысила 2000 особей, охранный статус животного повысился с «находящегося под угрозой исчезновения» до «вымирающего».

## Исследования
В августе 2012 года исследователи объявили, что геном иберийской рыси был, наконец, расшифрован и исследован. В декабре 2012 года стало известно, что исследователи обнаружили останки 466 иберийских рысей в частных и музейных коллекциях. Однако, по их оценкам, около 40 % образцов были потеряны за последние 20 лет.
Генетическое разнообразие у иберийской рыси ниже, чем у любых других известных представителей семейства кошачьих (включая гепардов (Acinonyx jubatus), кратерных львов Нгоронгоро и евразийских рысей в Скандинавии). Исследователи считают, что это может быть следствием уменьшения популяции и изоляции вида.
Исследование 2013 года показало сильную генетическую дифференциацию между популяциями рыси в Доньяна и Андухар, как по частоте аллелей, так и по их составу. Первые больше отличались от исконной популяции в результате их более длительной изоляции и меньшего размера популяции.

## Галерея

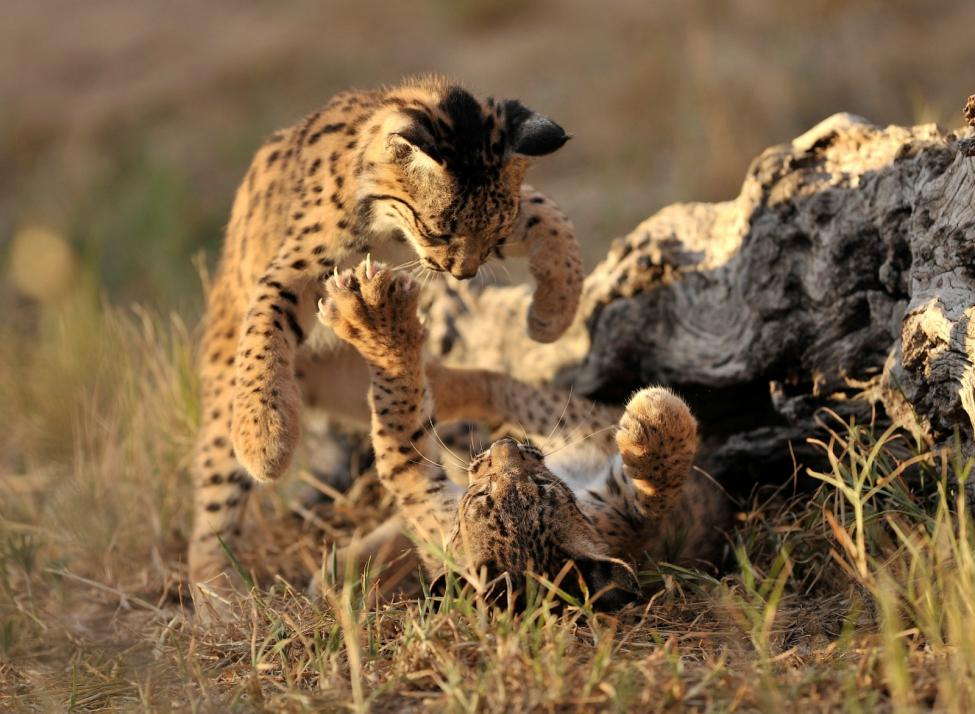
Рысята играют
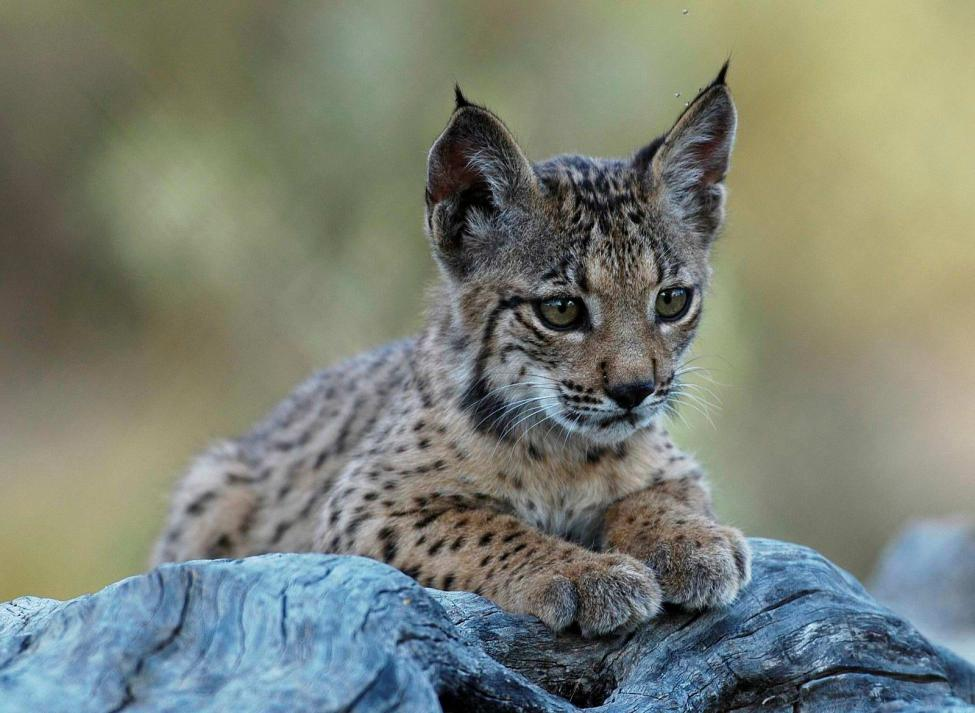
Старший рысёнок
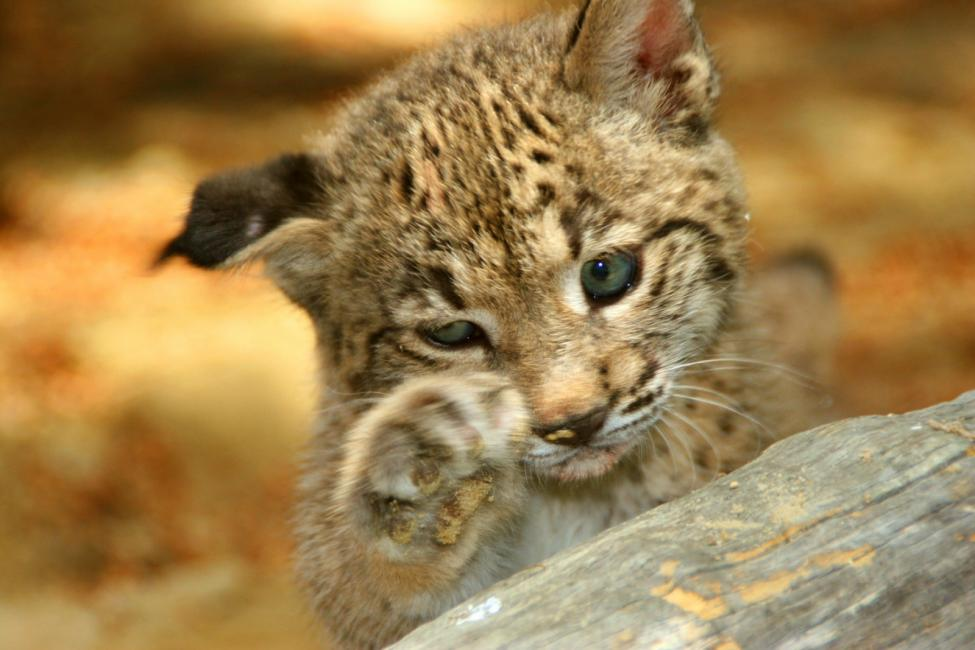
Молодой рысёнок
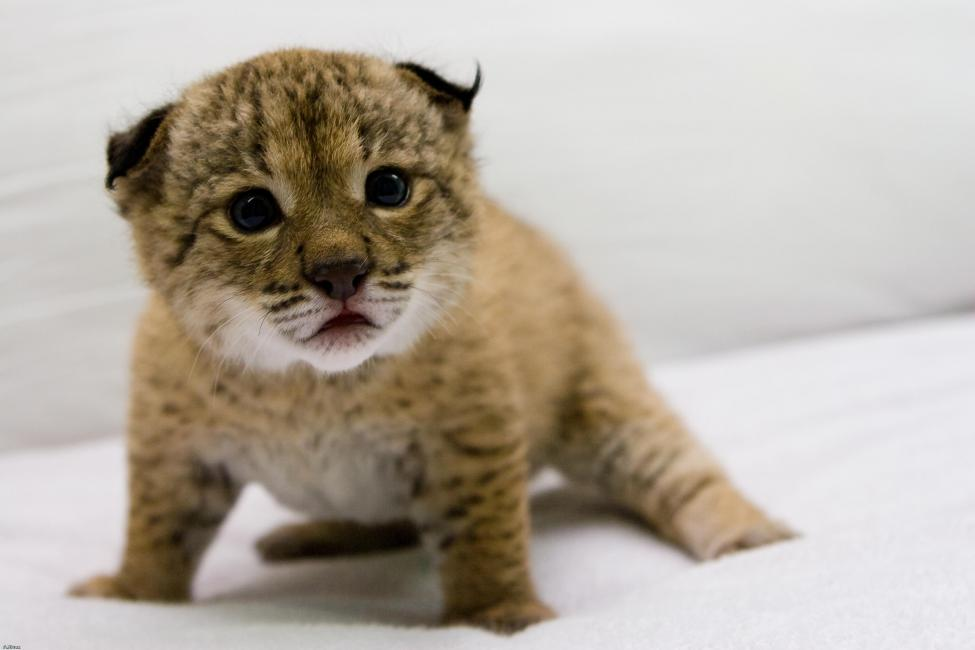
Малыш